# Horsfieldia rufo-lanata
Horsfieldia rufo-lanata là một loài thực vật thuộc họ Myristicaceae. Đây là loài đặc hữu của Sarawak và Sabah ở Borneo, Malaysia.